# Liste der Bodendenkmäler in Gerolfingen
Auf dieser Seite sind die Bodendenkmäler in der mittelfränkischen Gemeinde Gerolfingen zusammengestellt. Diese Tabelle ist eine Teilliste der Liste der Bodendenkmäler in Bayern. Grundlage ist die Bayerische Denkmalliste, die auf Basis des Bayerischen Denkmalschutzgesetzes vom 1. Oktober 1973 erstmals erstellt wurde und seither durch das Bayerische Landesamt für Denkmalpflege geführt wird. Die folgenden Angaben ersetzen nicht die rechtsverbindliche Auskunft der Denkmalschutzbehörde.

## Bodendenkmäler in Gerolfingen
| Lage       | Objekt                                                                                      | Akten-Nr.     | Bild |
| ---------- | ------------------------------------------------------------------------------------------- | ------------- | ---- |
| (Standort) | Siedlung der Bronze- und Urnenfelderzeit.                                                   | D-5-6928-0163 |      |
| (Standort) | Siedlung vor- und frühgeschichtlicher oder mittelalterlicher Zeitstellung.                  | D-5-6928-0174 |      |
| (Standort) | Bestattungsplatz der Glockenbecherkultur.                                                   | D-5-6929-0085 |      |
| (Standort) | Siedlung vor- und frühgeschichtlicher Zeitstellung.                                         | D-5-6929-0089 |      |
| (Standort) | Schanzenanlage vor- und frühgeschichtlicher Zeitstellung, Freilandstation des Mesolithikums | D-5-6929-0090 |      |
| (Standort) | Siedlung des Frühmittelalters.                                                              | D-5-6929-0095 |      |
| (Standort) | Mittelalterliche und frühneuzeitliche Befunde im Bereich der Evang.-Luth. Pfarrkirche       | D-5-6929-0175 |      |
| (Standort) | Mittelalterliche und frühneuzeitliche Befunde im Bereich der Evang.-Luth. Pfarrkirche       | D-5-6929-0211 |      |
| (Standort) | Mittelalterliche und frühneuzeitliche Befunde                                               | D-5-6929-0212 |      |
| (Standort) | Mittelalterliche Stadtbefestigung von Aufkirchen.                                           | D-5-6929-0213 |      |
| (Standort) | Abgegangene mittelalterliche Marienkirche.                                                  | D-5-6929-0214 |      |